# Alte Waage (Braunschweig)

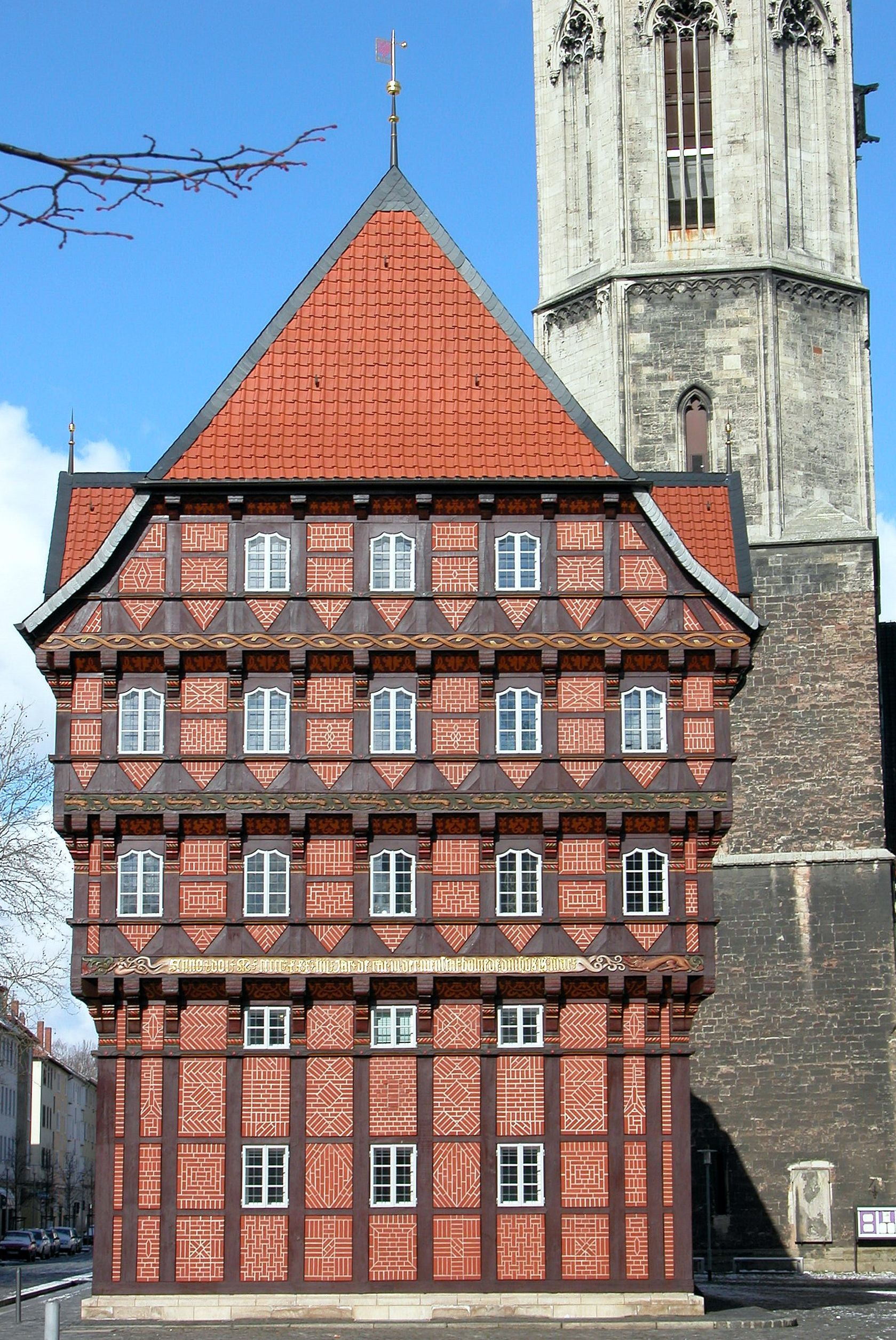
Die Alte Waage von Süden mit der Andreaskirche im Hintergrund

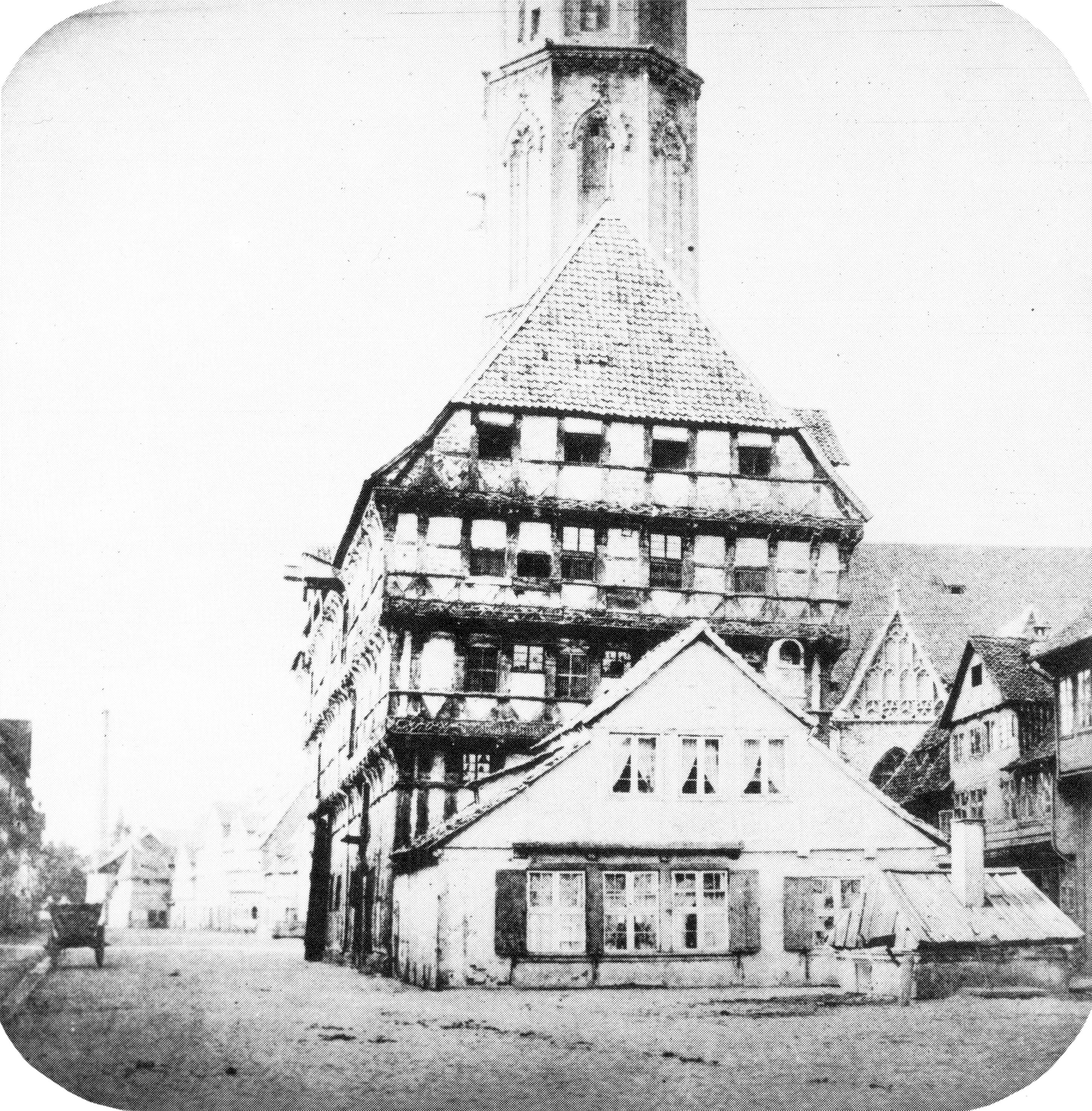
Alte Waage 1854, Daguerreotypie von Ferdinand August Oldenburg

Das Gebäude um 1880.

1892

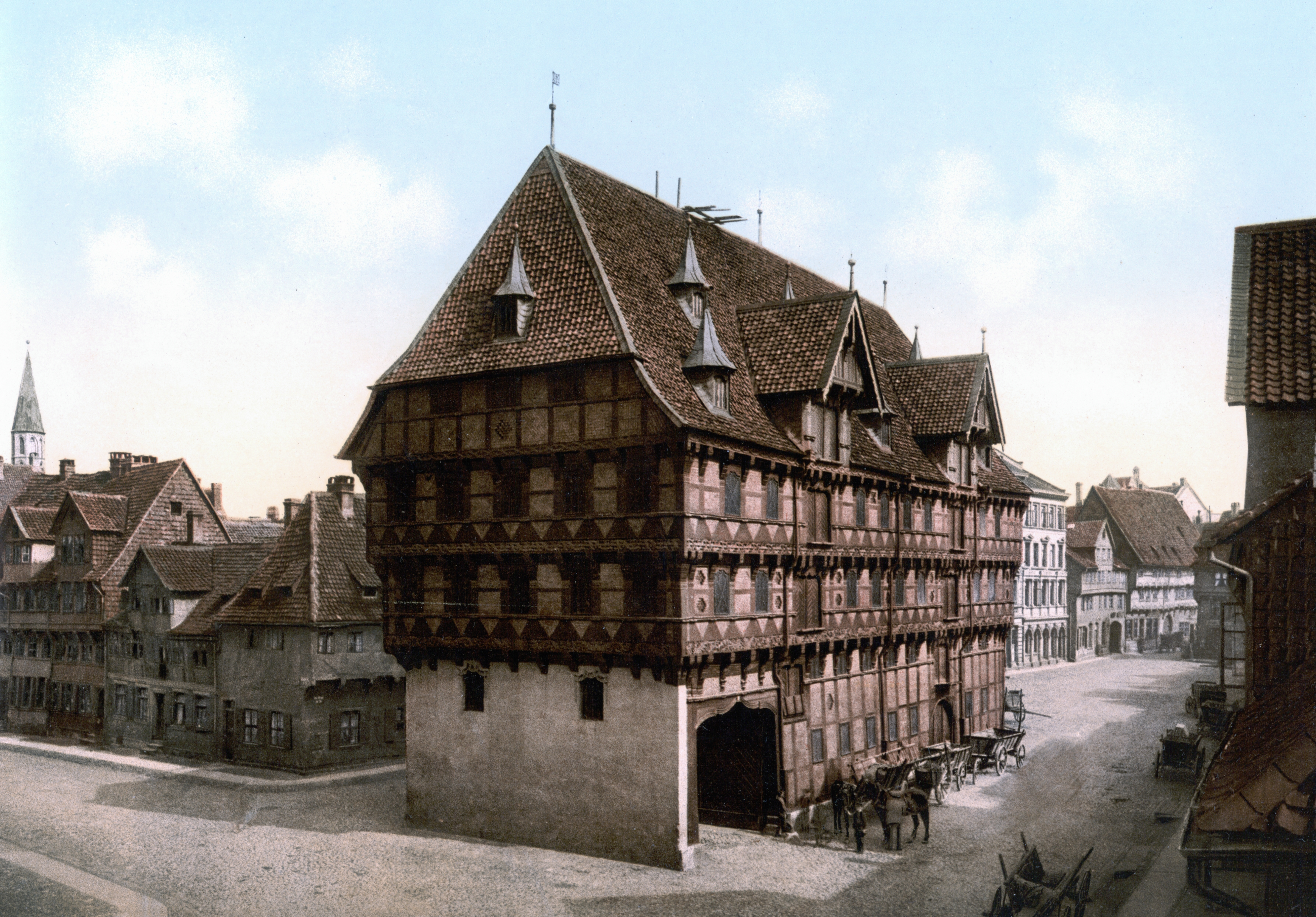
Alte Waage ca. 1900

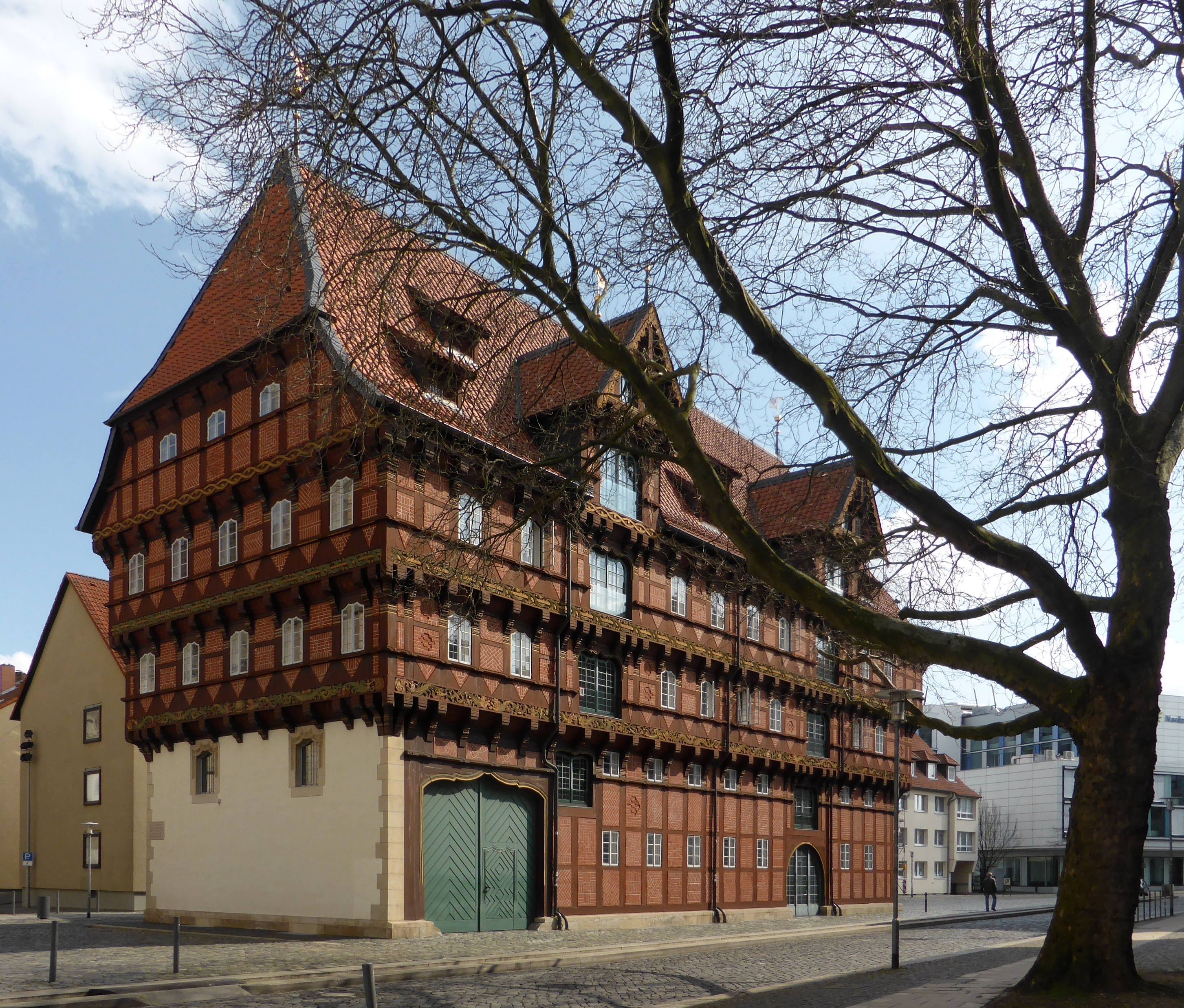
Alte Waage 2018

Die Alte Waage, wie sie heute im Weichbild der Braunschweiger Neustadt zu sehen ist, ist eine 1994 vollendete detailgetreue Rekonstruktion des ursprünglichen Gebäudes aus dem Jahre 1534, das durch mehrere Bombenangriffe während des Zweiten Weltkrieges, insbesondere durch den Bombenangriff vom 15. Oktober 1944 zerstört wurde.

## Architektur
Mit ihrer Höhe von 21 m ist die „Alte Waage“ das größte und imposanteste Fachwerkhaus der Stadt. Bei dem Gebäude handelt es sich um einen freistehenden, mehrgeschossigen Fachwerkbau. Zwischen dem Erdgeschoss und den zwei Obergeschossen befindet sich ein Zwischengeschoss. Alle Geschosse kragen ca. einen Meter über das Erdgeschoss hinaus, das heißt, sie ragen über den Grundriss des untersten Geschosses hinaus, was bei Fachwerkhäusern früher durchaus üblich war und vor allem repräsentative Gründe hatte. Auf dem Dach befinden sich drei große Erker mit Luken zum Speicher. Darüber hinaus verfügt das Haus über zwei große Tore, durch die früher Fuhrwerke zum Wiegen ihrer Ladung ein- und ausfahren mussten, bevor sie diese in der Stadt anbieten durften.

## Geschichte

### Ursprung
Das ursprüngliche Speicher- und Waagehaus der Braunschweiger Neustadt, ein Fachwerkhaus, wurde 1534 an der Stelle eines 1401 erstmals erwähnten „Waaghus“ neu erbaut. Bauplatz war der Wollmarkt, nur wenige Meter entfernt von der Andreaskirche.

### Nutzung
1671 wurde die „Alte Waage“ nicht mehr als solche genutzt, da eine neue errichtet worden war. Das Gebäude verfiel daraufhin im Laufe der Jahrzehnte zusehends. Erst 1854 wurde es durch den Herzoglichen Hofbaurat Friedrich Maria Krahe, einen Sohn des Architekten Peter Joseph Krahe, umfangreich restauriert, wobei man sich allerdings nur wenig an der historischen Bausubstanz orientierte. Krahe ließ einige tiefgreifende Veränderungen, besonders an der Fassade, vornehmen, so wurden etwa die Gefache, die bis dahin kunstvoll und sichtbar mit Ziegeln verfüllt waren, weiß verputzt.
Bei erneuten Restaurierungsmaßnahmen zwischen 1937 und 1939 wurden die Kraheschen Veränderungen größtenteils wieder rückgängig gemacht. Nach Beendigung dieser Arbeiten diente das Gebäude bis zu seiner Zerstörung im Jahre 1944 als Heim für die Hitlerjugend (HJ).

### Zerstörung
Die Alte Waage wurde durch Bombenangriffe während des Zweiten Weltkrieges zunächst kaum beschädigt. Am 10. Februar 1944 erhielt sie jedoch mehrere Volltreffer. Die Reste des Gebäudes gingen schließlich im Feuersturm des Bombenangriffs vom 15. Oktober 1944 unter. Verbliebene Trümmer wurden nach Kriegsende beseitigt, das Grundstück wurde eingeebnet und jahrzehntelang als Parkplatz bzw. Marktplatz benutzt.

### Rekonstruktion
Erst 1991 wurde unter der Leitung des Braunschweiger Architekten und Hochschullehrers Justus Herrenberger mit der Rekonstruktion an ihrem ursprünglichen Standort begonnen. Für den Wiederaufbau hatte sich vor allem Ehrenbürger Friedrich Theodor Kohl mit Nachdruck eingesetzt. Zum Teil wurden originale Gebäudebestandteile verwendet, die katalogisiert und eingelagert waren. Die Rekonstruktion wurde auf Grundlage der historischen Baupläne so originalgetreu wie möglich durchgeführt, sodass zum Beispiel beim Fachwerk ausschließlich Holzverbindungen, aber keinerlei Nägel oder Schrauben verwendet wurden. 1994 war der Wiederaufbau abgeschlossen. "Große Aufregung gab es um die "Kopie". Aber es war eine sogenannte ehrliche Konstruktion, eine phantastische Leistung der Zimmerleute, wie Herrenberger sagt. Das Projekt war von Stadtbaurat Konrad Wiese durchgeboxt worden. "Disneyland", schimpften die Architekturprofessoren an der TU. Aber Herrenberger ließ die Attacken an sich abprallen". Bei der Eröffnung der Alten Waage herrschte Volksfeststimmung. Sie dient auch heute noch als Verwaltungs- und Schulungsgebäude der Volkshochschule Braunschweig.

Detailansichten der Alten Waage
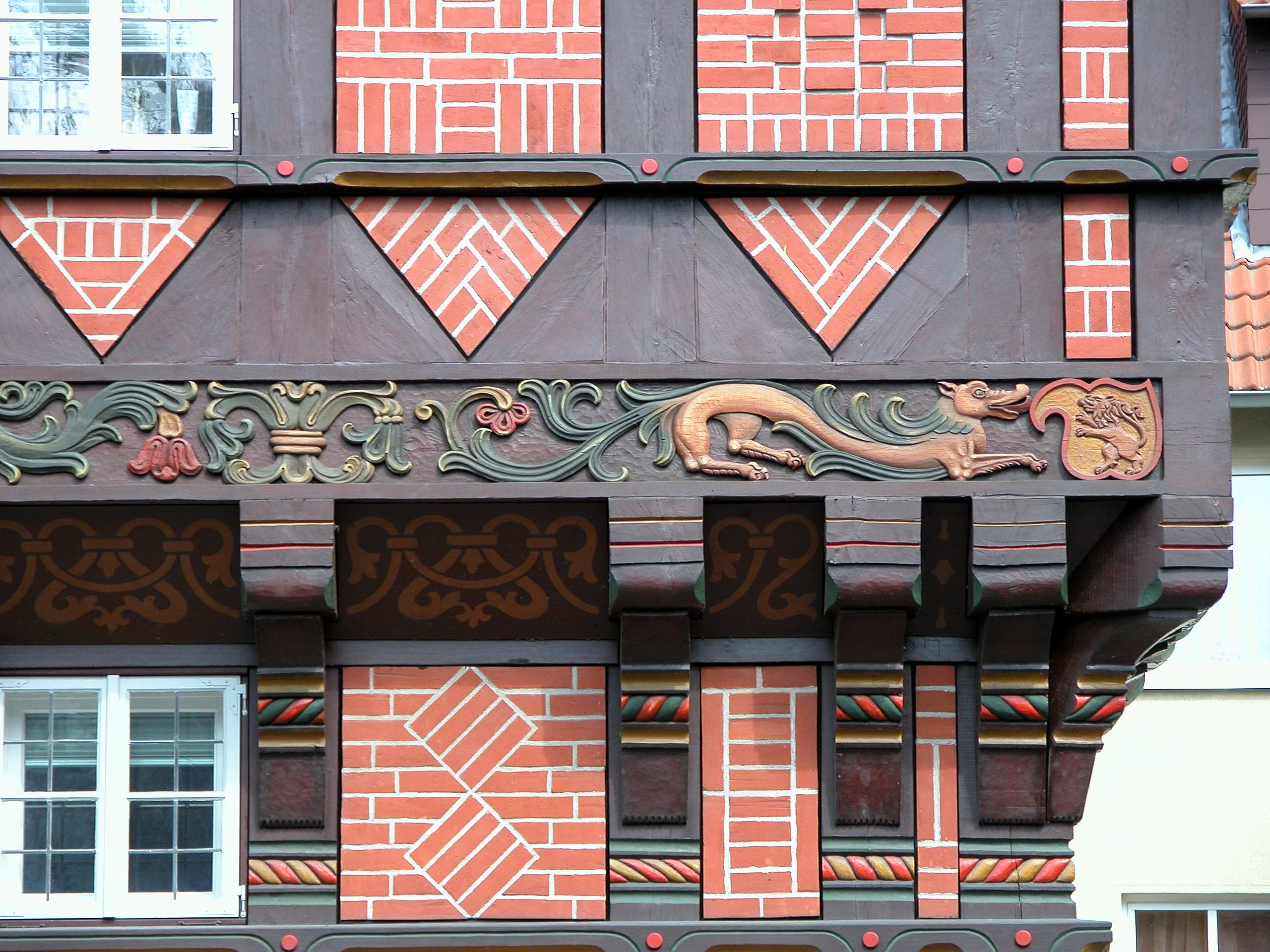
Verzierungen
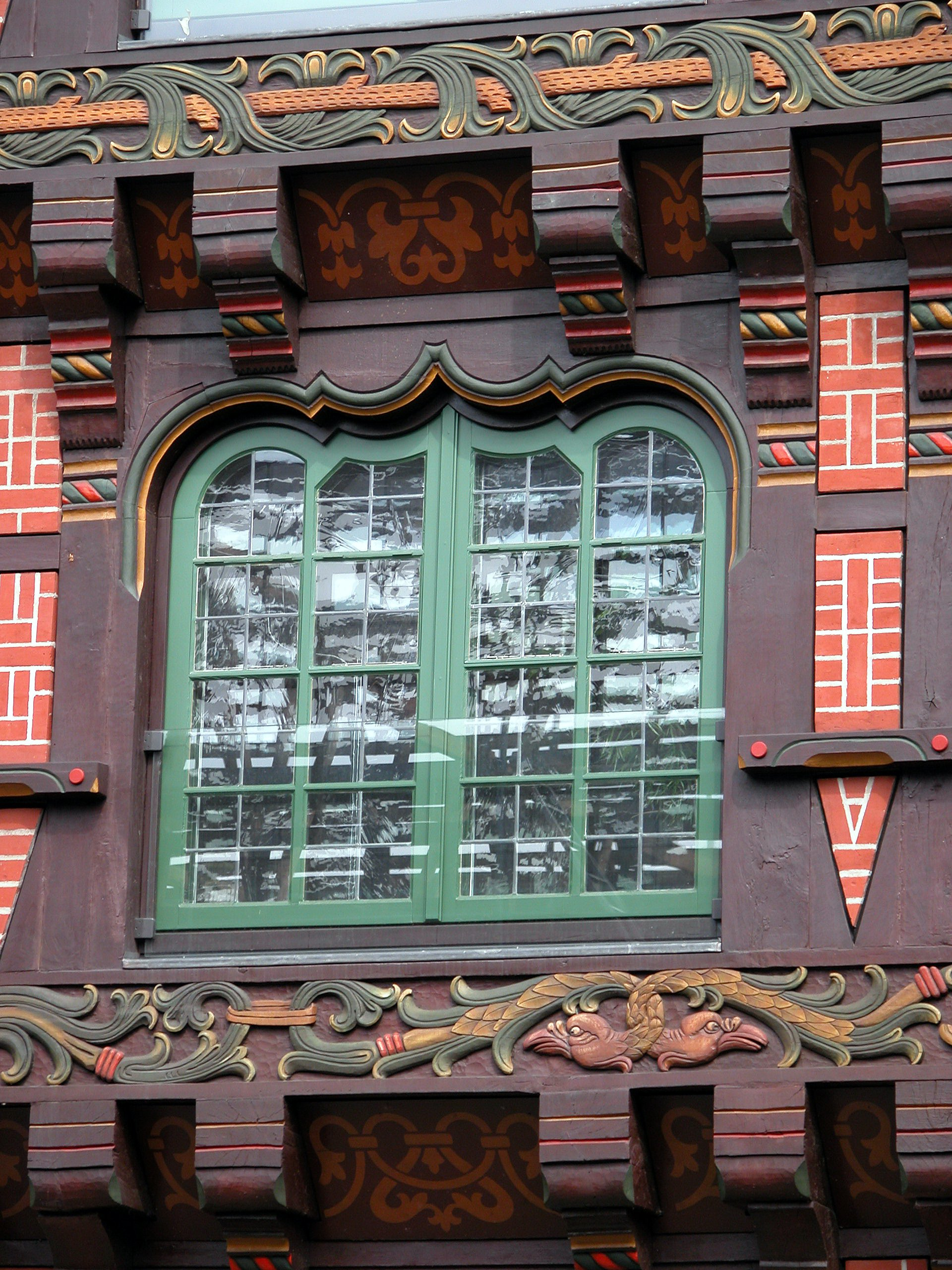
Großes Fenster
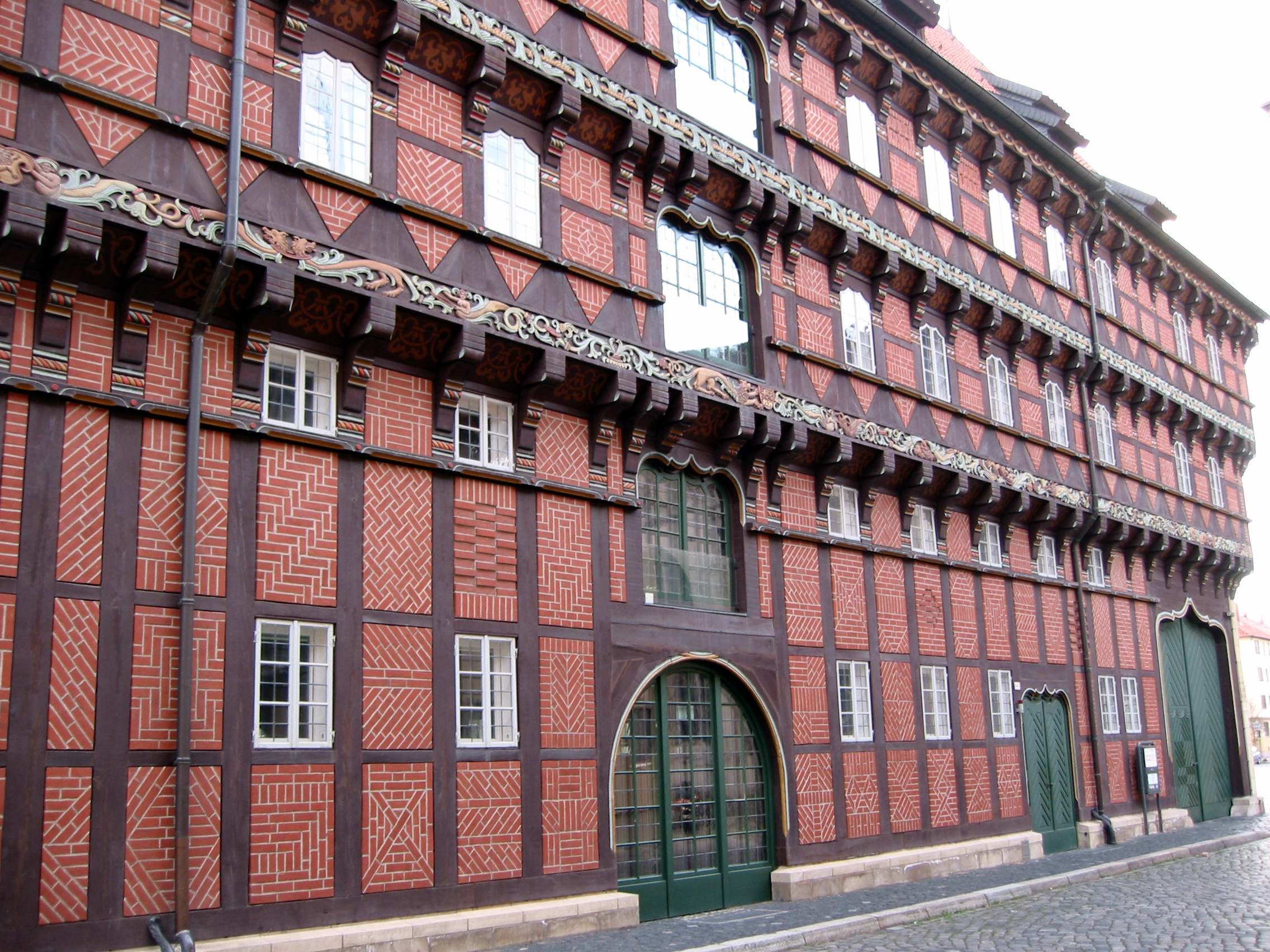
Seitenansicht
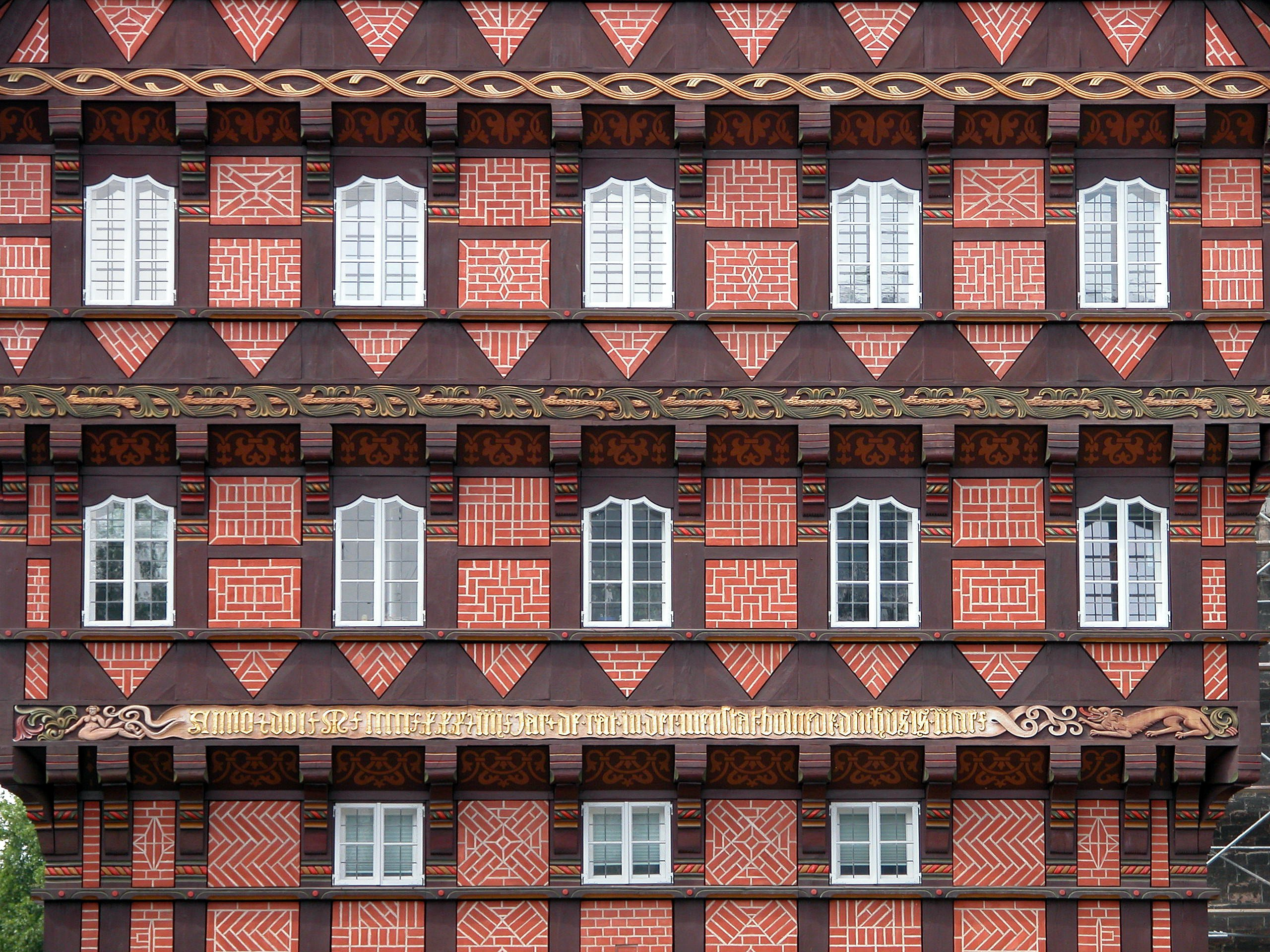
Südfenster
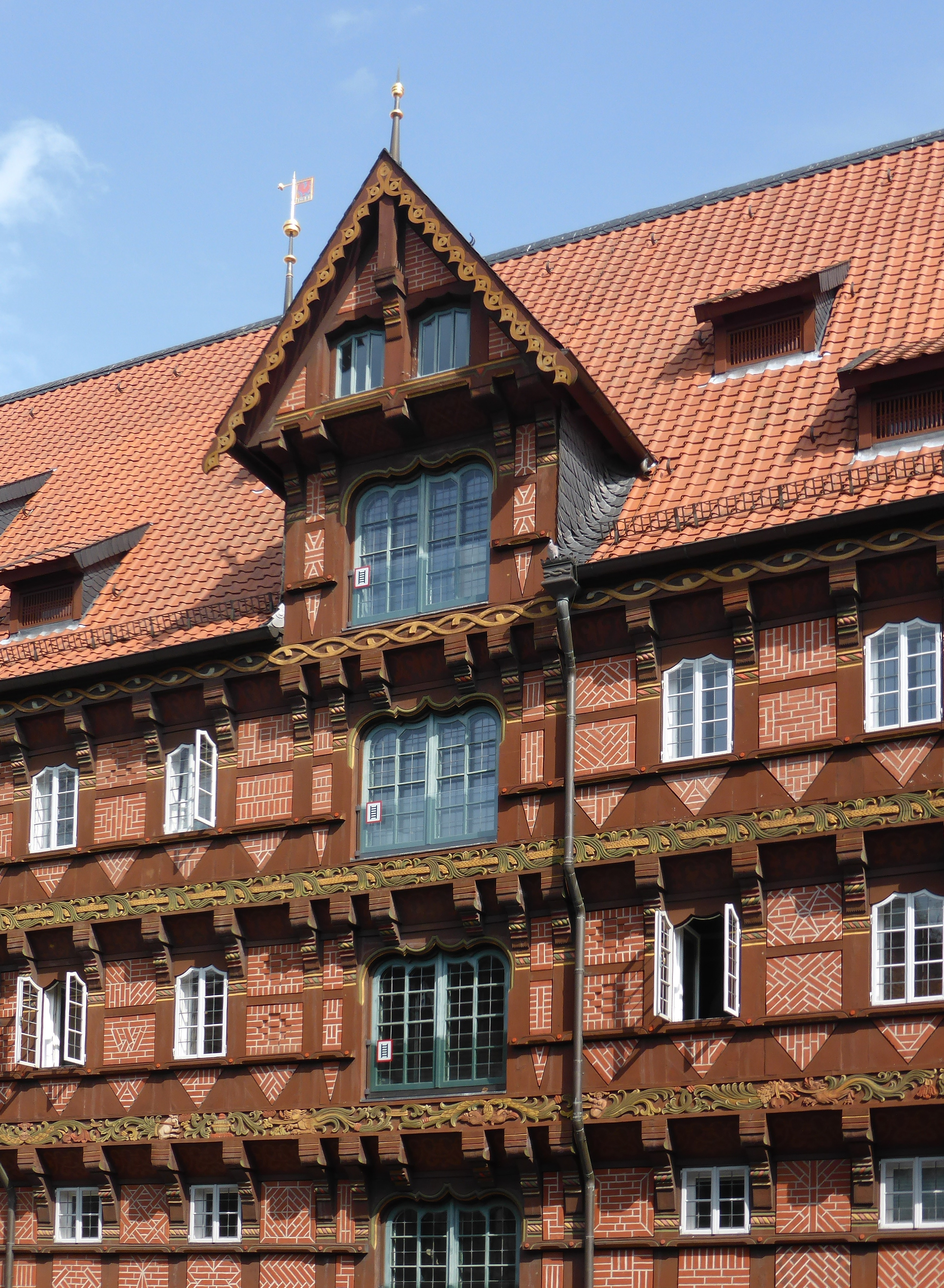
Dachgaube 2018